# Coupe du Trône 2016
De Coupe du Trône 2016 is de 60ste editie van het toernooi om de Beker van Marokko. De finale wordt dit jaar op vrijdag 18 november 2016 gehouden in Stade Moulay Abdallah te Rabat. Titelverdediger is Olympique Khouribga. De winnaar krijgt een ticket voor de groepsfase van de CAF Confederation Cup.

## Voorronde
| Datum       | Thuisploeg                | Eindstand | Uitploeg                          |
| ----------- | ------------------------- | --------- | --------------------------------- |
| 28 mei 2016 | Union Aït Melloul (2)     | 1-4       | Olympique Marrakech (3)           |
| 28 mei 2016 | Wydad Témara (2)          | 2-1       | Wydad de Fès (2)                  |
| 28 mei 2016 | AS Salé (2)               | 1-2       | US Sidi Kacem (2)                 |
| 28 mei 2016 | Olympique Dcheira (2)     | 0-2       | Racing Casablanca (2)             |
| 28 mei 2016 | Fath Wislan Meknes (4)    | 2-1       | Chabab Larache (3)                |
| 28 mei 2016 | Youssoufia Berrechid (2)  | 4-3       | Chabab Benguerir (3)              |
| 28 mei 2016 | AJSB (4)                  | 0-3       | Amal Souk Sebt (3)                |
| 28 mei 2016 | Jeunesse Massira (2)      | 1-0       | AUSB (4)                          |
| 28 mei 2016 | Adrar Souss (4)           | 0-1       | Raja de Beni Mellal (2)           |
| 28 mei 2016 | Rachad Bernoussi (2)      | 1-0       | CODM de Meknes (3)                |
| 28 mei 2016 | Stade Marocain (3)        | 2-3       | US Témara (2)                     |
| 28 mei 2016 | Amal Tiznit (3)           | 1-0       | Renaissance Zmamra                |
| 28 mei 2016 | Raja Al Hoceima (4)       | 1-2       | Hassania Lazaret Oujda (4)        |
| 28 mei 2016 | IZK Khémisset (2)         | 2-1       | Hassania Sportive Ben Slimane (4) |
| 28 mei 2016 | Chabab Atlas Khenifra (1) | 0-1       | RS Martil (4)                     |
| 28 mei 2016 | Club Raja Jadida (4)      | 2-1       | JS Kasba Tadla (1)                |

## Zestiende finale
| Wedstrijd | Thuisploeg                 | Eindstand | Uitploeg                     | Heen | Terug |
| --------- | -------------------------- | --------- | ---------------------------- | ---- | ----- |
| 1         | Olympique Safi (1)         | 11-2      | Olympique Marrakech (3)      | 4-1  | 7-1   |
| 2         | Wydad Témara (2)           | 4-5       | US Sidi Kacem (2)            | 2-2  | 2-3   |
| 3         | FUS Rabat (1)              | 6-2       | Racing Casablanca (2)        | 2-1  | 4-1   |
| 4         | Fath Wislan Meknes (4)     | 3-3       | KAC Kenitra (1)              | 3-1  | 0-2   |
| 5         | Difaa El Jadida (1)        | 3-3       | Raja Casablanca (1)          | 1-1  | 2-2   |
| 6         | Youssoufia Berrechid (2)   | 1-5       | Amal Souk Sebt (3)           | 0-2  | 1-3   |
| 7         | Jeunesse Massira (2)       | 4-3       | Raja de Beni Mellal (2)      | 2-1  | 2-2   |
| 8         | Rachad Bernoussi (2)       | 1-4       | RSB Berkane (1)              | 1-1  | 0-3   |
| 9         | Maghreb Fez (1)            | 10-2      | US Témara (2)                | 4-1  | 6-1   |
| 10        | Amal Tiznit (3)            | 0-7       | Wydad Casablanca (1)         | 0-5  | 0-2   |
| 11        | Hassania Lazaret Oujda (4) | 3-3       | Chabab Rif Al Hoceima (1)    | 0-1  | 3-2   |
| 12        | Mouloudia Oujda (1)        | 1-4       | FAR Rabat (1)                | 0-3  | 1-1   |
| 13        | IZK Khémisset (1)          | 2-1       | RS Martil                    | 1-1  | 1-0   |
| 14        | Club Raja Jadida (4)       | 2-7       | Hassania Agadir (1)          | 0-3  | 2-4   |
| 15        | IR Tanger (1)              | 4-2       | Moghreb Athletic Tétouan (1) | 4-0  | 0-2   |
| 16        | Kawkab Marrakech           | 1-2       | Olympique Khouribga          | 1-2  | 0-0   |

## Achtste finale
| Wedstrijd | Thuisploeg                | Eindstand | Uitploeg                | Heen | Terug |
| --------- | ------------------------- | --------- | ----------------------- | ---- | ----- |
| 17        | Olympique Safi (1)        | 3-1       | US Sidi Kacem (2)       | 2-1  | 1-0   |
| 18        | FUS Rabat (1)             | 4-1       | KAC Kenitra (1)         | 2-1  | 2-0   |
| 19        | Difaa El Jadida (1)       | 6-1       | Amal Souk Sebt (3)      | 3-1  | 3-0   |
| 20        | Jeunesse Massira (2)      | 1-1       | RSB Berkane (1)         | 1-1  | 0-0   |
| 21        | Maghreb Fez (1)           | 2-1       | Wydad Casablanca (1)    | 1-0  | 1-1   |
| 22        | Chabab Rif Al Hoceima (1) | 1-5       | FAR Rabat (1)           | 0-4  | 1-1   |
| 23        | IZK Khémisset (1)         | 2-0       | Hassania Agadir (1)     | 1-0  | 1-0   |
| 24        | IR Tanger (1)             | 3-1       | Olympique Khouribga (1) | 2-0  | 1-1   |

## Kwart finale
| Wedstrijd | Thuisploeg          | Eindstand | Uitploeg        | Heen | Terug |
| --------- | ------------------- | --------- | --------------- | ---- | ----- |
| 25        | Olympique Safi (1)  | 3-3       | FUS Rabat (1)   | 3-0  | 0-3   |
| 26        | Difaa El Jadida (1) | 3-1       | RSB Berkane (1) | 3-1  | 0-0   |
| 27        | Maghreb Fez (1)     | 1-1       | FAR Rabat (1)   | 0-1  | 1-0   |
| 28        | IZK Khémisset (1)   | 1-2       | IR Tanger (1)   | 1-1  | 0-1   |

## Halve finale
| Wedstrijd | Thuisploeg     | Eindstand | Uitploeg        | Heen | Terug |
| --------- | -------------- | --------- | --------------- | ---- | ----- |
| 29        | Olympique Safi | 1-1       | Difaa El Jadida | 0-1  | 1-0   |
| 30        | Maghreb Fez    | 1-1       | IR Tanger       | 0-0  | 1-1   |

## Finale
Finale

De finale is gespeeld op 18 november 2016.
| Wedstrijd | Thuisploeg     | Eindstand | Uitploeg    | Heen | Terug |
| --------- | -------------- | --------- | ----------- | ---- | ----- |
| 31        | Olympique Safi | 1-2       | Maghreb Fez | 0-1  | 1-1   |